# Campeonato Mundial de Ginástica Aeróbica de 1996
O II Campeonato Mundial de Ginástica Aeróbica transcorreu entre os dias 19 e 20 de outubro de 1996, na cidade de Haia, Países Baixos.

## Resultados

### Individual Masculino
| Pos.              | País          | Ginasta          | Pontos |
| ----------------- | ------------- | ---------------- | ------ |
| Medalha de ouro   | Coreia do Sul | Kwang-Soo Park   | 36,700 |
| Medalha de prata  | Bulgária      | Kalojan Kaloinov | 36,000 |
| Medalha de bronze | Brasil        | Claudio Franzen  | 34,000 |

### Individual Feminino
| Pos.              | País      | Ginasta        | Pontos |
| ----------------- | --------- | -------------- | ------ |
| Medalha de ouro   | Brasil    | Isamara Secati | 37,400 |
| Medalha de prata  | Austrália | Jaunita Little | 36,300 |
| Medalha de bronze | França    | Chloe Maigre   | 34,800 |

### Dupla Mixta
| Pos.              | País    | Ginastas                             | Pontos |
| ----------------- | ------- | ------------------------------------ | ------ |
| Medalha de ouro   | Espanha | Alba de Las Heras e Jonatan Canada   | 37,900 |
| Medalha de prata  | Brasil  | Pedro Faccio e Erica Faccio          | 36,700 |
| Medalha de bronze | Rússia  | Tatiana Soloviola e Vladislav Oskner | 35,550 |

### Trio
| Pos.              | País          | Ginastas                                                           | Pontos |
| ----------------- | ------------- | ------------------------------------------------------------------ | ------ |
| Medalha de ouro   | Roménia       | Andrei Nezezon, Claudiu Catalin Varlam, Claudiu Christian Moldovan | 37,800 |
| Medalha de prata  | Coreia do Sul | Hyun-Sung Kim, Kwang-Soo Park, In-Suk Chung                        | 33,650 |
| Medalha de bronze | Hungria       | Attila Katus, Tamas Katus, Romeo Szentgyorgyi                      | 33,300 |

## Quadro de medalhas
| Pos. | País          | Medalha de ouro | Medalha de prata | Medalha de bronze | Total |
| ---- | ------------- | --------------- | ---------------- | ----------------- | ----- |
| 1    | Brasil        | 1               | 1                | 1                 | 3     |
| 2    | Coreia do Sul | 1               | 1                | 0                 | 2     |
| 3    | Espanha       | 1               | 0                | 0                 | 1     |
| 3    | Roménia       | 1               | 0                | 0                 | 1     |
| 5    | Austrália     | 0               | 1                | 0                 | 1     |
| 5    | Bulgária      | 0               | 1                | 0                 | 1     |
| 7    | França        | 0               | 0                | 1                 | 1     |
| 7    | Hungria       | 0               | 0                | 1                 | 1     |
| 7    | Rússia        | 0               | 0                | 1                 | 1     |